# Jüdischer Friedhof (Höchberg)

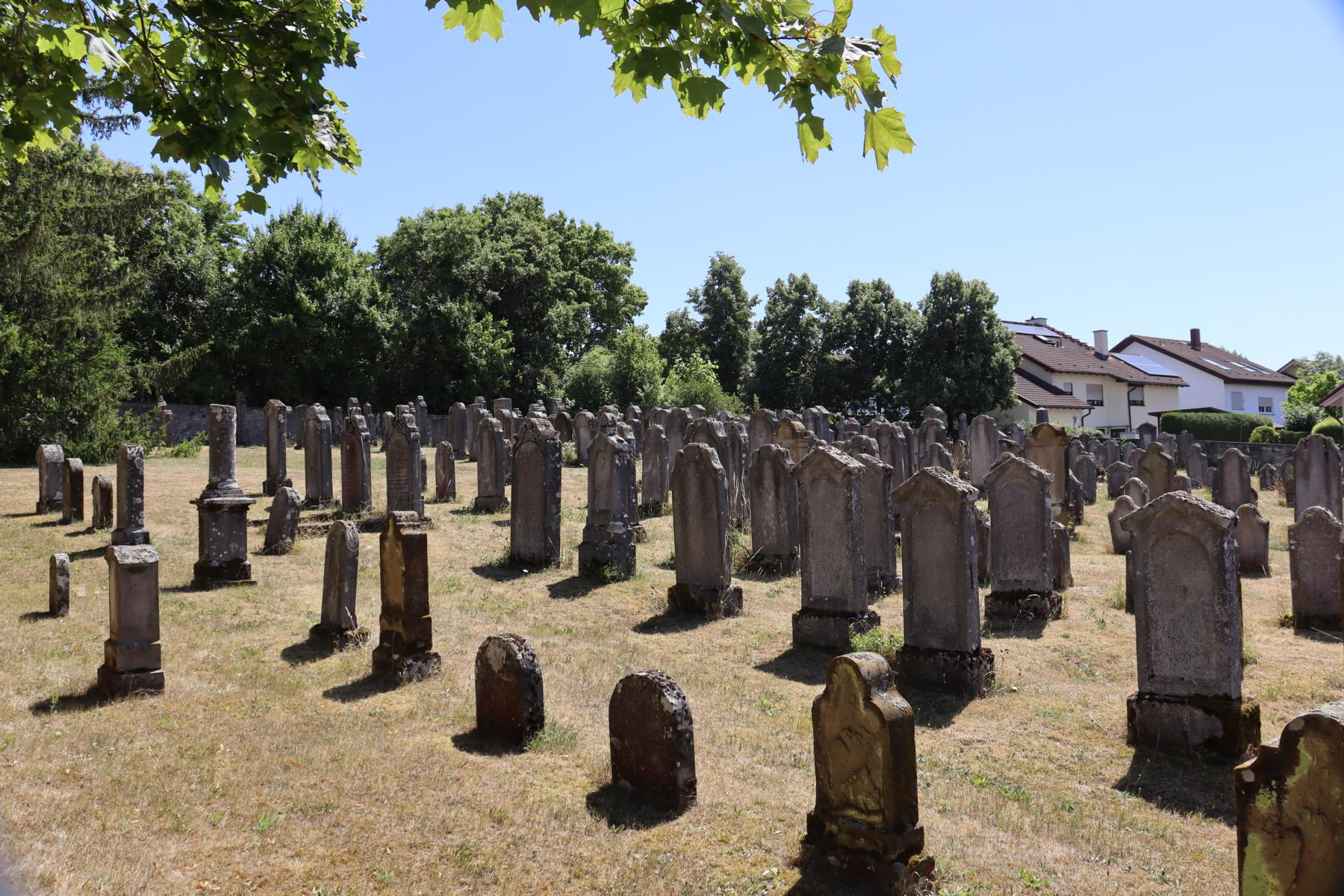
Jüdischer Friedhof in Höchberg, Blick nach Süden (2022)

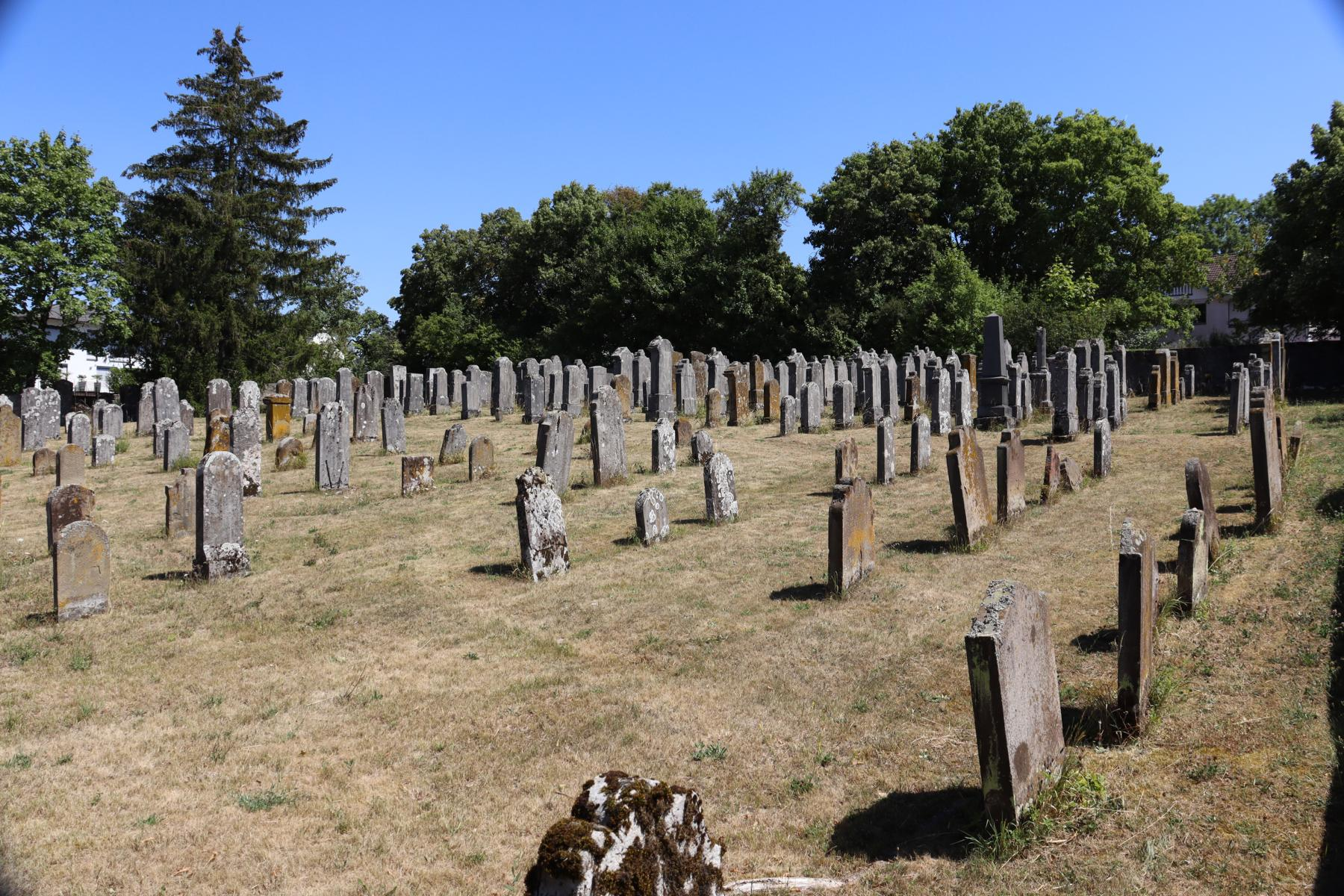
Jüdischer Friedhof in Höchberg, Blick nach Südosten (2022)

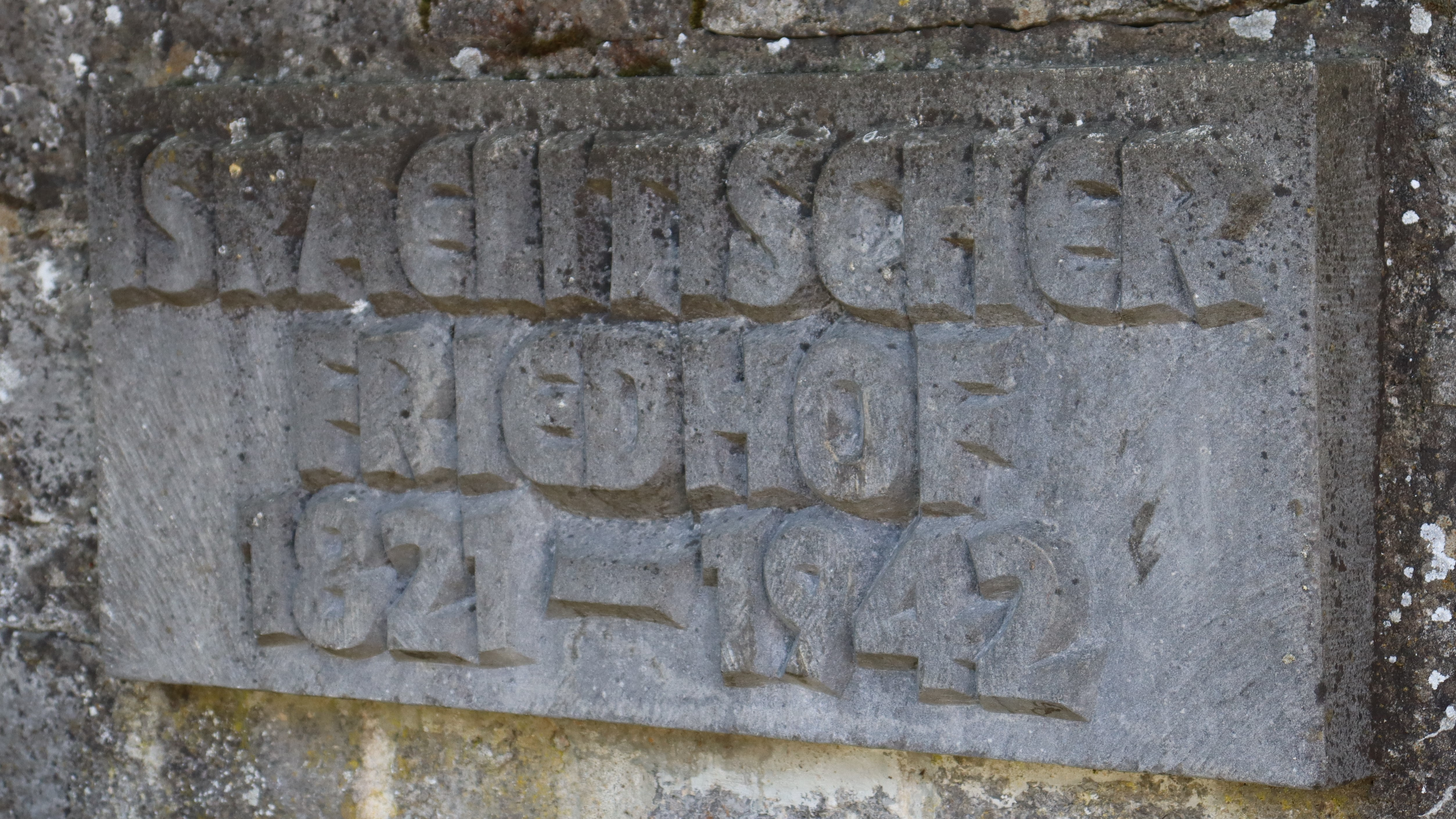
Schrifttafel am Eingang (2022)

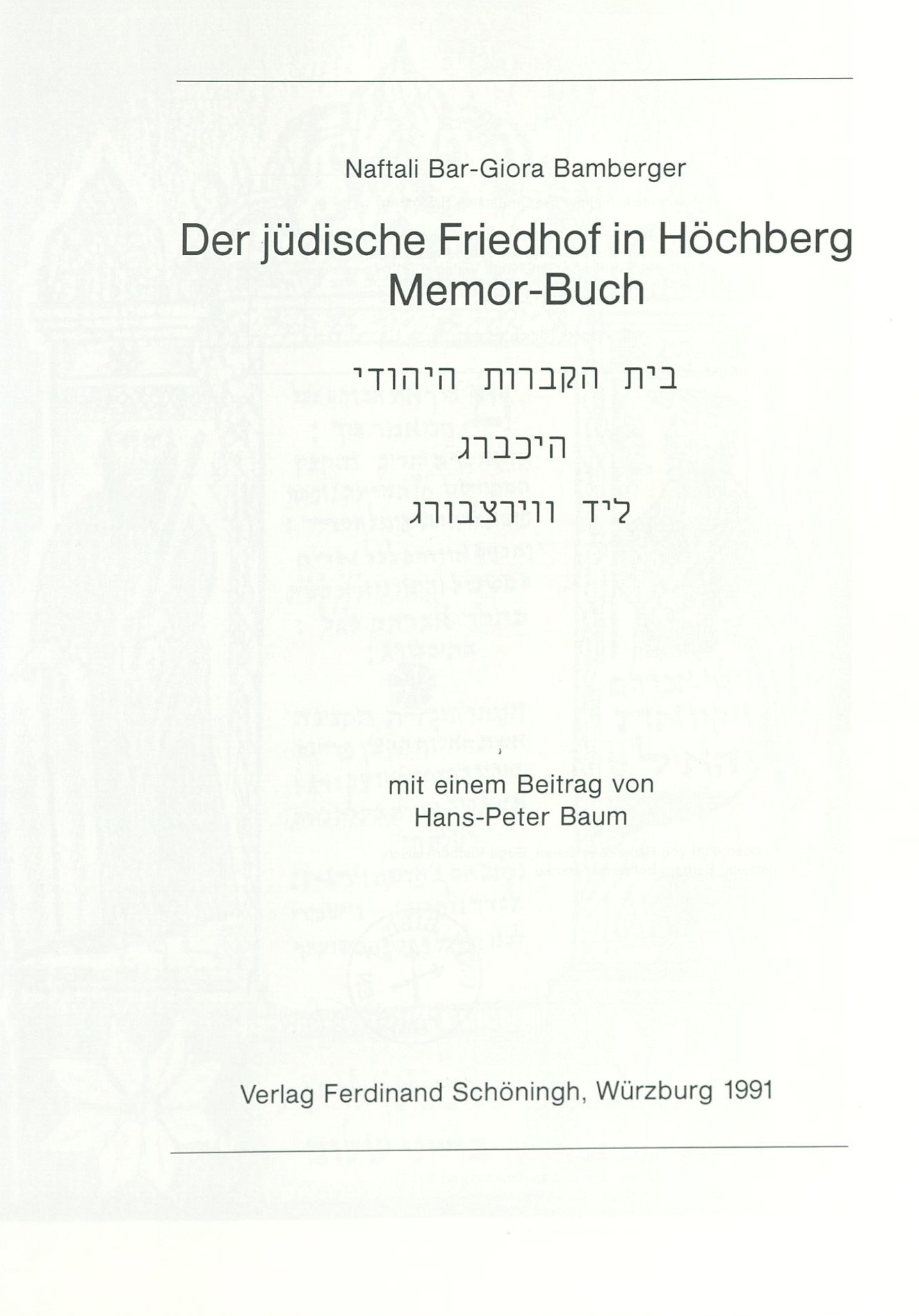
Dokumentation (1991)

Der Jüdische Friedhof Höchberg im unterfränkischen Höchberg, einem Markt im Landkreis Würzburg, liegt im südöstlichen Ortsgebiet von Höchberg und hat eine Fläche von 23,1 Ar. Heute sind noch etwa 300 Grabsteine (Mazewot) vorhanden.

## Geschichte
Der Friedhof der seit dem 17. Jahrhundert bestehenden jüdischen Gemeinde von Höchberg wurde im Jahr 1821 am „Säutriebsweg“, heute „Am Trieb“, angelegt. Die erste Beisetzung auf dem Friedhof war am 21. März 1824 die der 1791 geborenen Sophie Rhein.
Im Jahr 1878 wurde hier der nach jüdischer Zeitrechnung am 2. Tag Sukkot 5639 verstorbene „Würzburger Rav“ Seligmann Bär Bamberger bestattet.